# Knorrepos
De knorrepos (Micropogonias undulatus, en: Atlantic croaker) is een vis die sterk lijkt op een pos. De naam wordt ontleend aan het knorrende geluid dat deze vis bij aanraking maakt door de spieren rond de zwemblaas aan te spannen. In januari 2005 heeft deze vis zijn Nederlandse naam gekregen van het Rijksinstituut voor Visserij Onderzoek (RIVO) nadat een beroepsvisser in oktober 2004 twee van deze vissen aantrof in het Noordzeekanaal en deze liet onderzoeken. In 2003 werd de knorrepos al eens gevangen door een garnalenvisser in de Waddenzee. Die vis heeft nog van september 2003 tot april 2004 rondgezwommen in een aquarium. In België is de vis al langer bekend: in augustus 1998 ving men de knorrepos voor de kust van Oostende en in oktober 2001 nogmaals bij Antwerpen.
De typische baarsachtige vis komt van origine voor langs de Atlantische kust van Noord-Amerika, meestal op zandige of slibbige bodem. Het is een langwerpige vis met een relatief hoge rug en een afgeplatte buik. De vis kan tot 55 cm lang worden. Op de flanken zitten kleine schubben met een opvallend patroon van schuine strepen.
1. ↑  (en) Knorrepos op de IUCN Red List of Threatened Species.